# Gravissimo Animi
Gravissimo Animi é uma encíclica do Papa Bento XIV, datada de 31 de outubro de 1749, na qual o pontífice proíbe qualquer pessoa, mesmo que investida de dignidade eclesiástica, de acessar os mosteiros femininos sem a permissão do bispo local.

## Fonte
- Tutte le encicliche e i principali documenti pontifici emanati dal 1740. 250 anni di storia visti dalla Santa Sede, editado por Ugo Bellocci. Vol. I: Benedetto XIV (1740-1758), Libreria Editrice Vaticana, Città del Vaticano 1993